# Alfred Fowler
Alfred Fowler (22. března 1868 – 24. června 1940) byl anglický astronom. Nebyl v žádném příbuzenském vztahu s Williamem Alfredem Fowlerem.
Narodil se ve městě Wilsden v hrabství Yorkshire a vzdělání získal na Londýnské vědecké střední škole a na Imperial College London.
Na této univerzitě byl také později jmenován instruktorem a ještě později asistentem profesora a působil zde až do své smrti. Byl odborníkem v oblasti spektroskopie, jako jeden z prvních určil, že teplota slunečních skvrn je nižší než okolí.
V roce 1910 byl zvolen do Královské společnosti.
V letech 1919–1921 byl prezidentem Královské astronomické společnosti. Zemřel v Londýně v roce 1940.